# Época de Reyes
Az Época de Reyes (Királyok ideje) a venezuelai Chino y Nacho duó bemutatkozó stúdióalbuma. Megjelent 2008. július 10-én.

## Zeneszámok
1. CD
1. Dentro de Mí (feat. Don Omar)
2. Ese Hombre Soy Yo
3. Tu Caballero
4. Taqui
5. La Esquina (Reloaded)
6. Vagabundo de Amor (feat. Divino)
7. Voy a Caer En La Tentacion
8. Te Estan Buscando
9. Vuelve Ya
10. Profesora (Reloaded)
11. You Make Me Feel (feat. Baroni)

2. CD
1. Me Mata, Me Mata
2. Contigo
3. Renacer
4. Una Oportunidad / Dentro de Mí (Version Bachata)
5. La Pastillita (Reloaded)
6. Asi Es El Amor
7. Triste Corazon (feat. Huascar Barradas)
8. Tu y Yo (Reloaded)
9. Asi Es El Amor (Version Bachata)
10. Ese Hombre Soy Yo (Version Salsa)